# Ahn
Ahn (Ohn på luxemburgiska) är en liten vinodlande ort med cirka 200 invånare i Wormeldanges kommun i sydvästra Luxemburg.
Den nedre delen av byn ligger längs med Mosel på väg N10, och mitt i byn går väg CR142 (rue de Niederdonven) upp mot Niederdonven, Oberdonven och Flaxweiler. Total höjdskillnad i byn cirka 60 meter.  Det finns åtta privata vinmakare i byn (2013) som alla samlas för byns vinfestival i mitten av juli varje år.